# Philodromus orientalis
Philodromus orientalis là một loài nhện trong họ Philodromidae.
Loài này thuộc chi Philodromus. Philodromus orientalis được Ehrenfried Schenkel-Haas miêu tả năm 1963.